# Karl Lennart Oesch

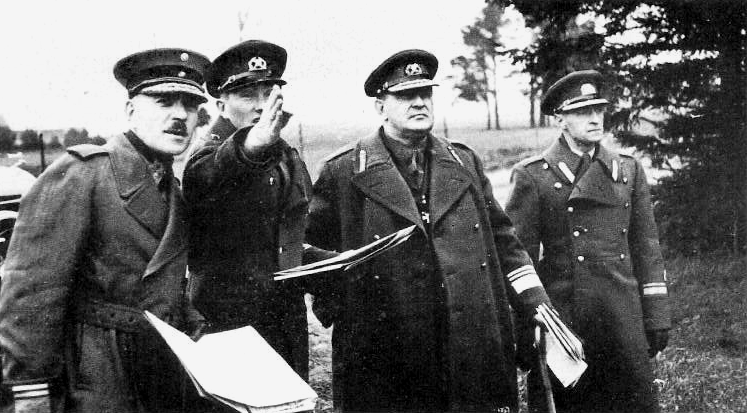
Gen. Karl Lennart Oesch (od lewej) obserwuje wspólnie z oficerami estońskiej armii ćwiczenia wojskowe w październiku 1938 r., co było wynikiem tajnej fińsko-estońskiej współpracy militarnej

Karl Lennart Oesch (ur. 8 sierpnia 1892 w Pyhäjärvi, zm. 28 marca 1978 w Helsinkach) – fiński generał, zastępca, a następnie szef Sztabu Generalnego armii fińskiej w okresie międzywojennym, dowódca II (IV) Korpusu Armijnego, a następnie Grupy Ołonieckiej podczas II wojny światowej, historyk wojskowości i publicysta w okresie powojennym.

## Życiorys

### Wczesne lata
Jego rodzice byli Szwajcarami, którzy zamieszkali w Finlandii. Karl L. Oesch uczęszczał do szkoły w Sortavala. W latach 1911–1915 studiował na wydziale matematyki i fizyki Uniwersytetu Helsińskiego. Następnie wstąpił ochotniczo do 27 Królewskiego Pruskiego Batalionu Jegrów, składającego się z Finów. Po przybyciu oddziału do Finlandii w lutym 1918 r., K. L. Oesch przeszedł do nowo formowanej armii fińskiej w stopniu kapitana.

### Szlak bojowy
Podczas fińskiej wojny domowej dowodził 18 Batalionem Jegrów po stronie antykomunistów. W 1920 r. był krótko zastępcą szefa Sztabu Generalnego armii fińskiej, po czym objął dowodzenie Pułku Viipuri. W latach 1923–1926 szkolił się w Ecole Supérieure de Guerre w Paryżu. Po powrocie do Finlandii został komendantem Akademii Sztabu Generalnego, pełniąc tę funkcję do 1929 r. Krótko dowodził 1 Dywizją Piechoty. W 1930 r. został awansowany do stopnia generała majora. Objął jednocześnie funkcję szefa Sztabu Generalnego. Zainicjował reformy w fińskich siłach zbrojnych. Opracował wspólnie z ppłk. Akselem Airo nowe plany mobilizacyjne. W 1932 r. był także zastępcą ministra spraw wewnętrznych. W 1936 r. awansował na generała porucznika.
Po agresji ZSRR na Finlandię 30 listopada 1939 r., pełnił nadal funkcję szefa Sztabu Generalnego. Na początku marca 1940 r. przejął po zdymisjonowanym po zaledwie trzech dniach na stanowisku gen. Kurcie Martti Walleniusie dowodzenie jednostkami obrony wybrzeża. Dowodził nimi w najbardziej krytycznym momencie, kiedy Armia Czerwona prawie przerwała ich obronę. Udało mu się jednak powstrzymać natarcie wojsk sowieckich, choć kosztem bardzo wysokich strat, do czasu ogłoszenia zawieszenia broni 13 marca. W okresie pokoju międzywojennego na krótko powrócił do funkcji szefa Sztabu Generalnego, po czym już w kwietniu został dowódcą II Korpusu Armijnego. Po ataku Niemiec na ZSRR 22 czerwca 1941 r., II Korpus został przemianowany na IV Korpus Armijny. Prowadził on od 22 sierpnia natarcie w południowej części Przesmyku Karelskiego, podczas gdy główny atak na północ od jeziora Ładoga prowadziła Armia Karelia gen. Ericha Heinrichsa. IV Korpus osiągnął szybko duże sukcesy, zajmując m.in. Viipuri. W ostatnich dniach sierpnia jednostki korpusu zamknęły w okrążeniu na południe od Viipuri część oddziałów trzech sowieckich dywizji: 43, 115 i 123 Dywizje Strzeleckie. Poddały się one 1 września. Był to największy w historii sukces fińskich sił zbrojnych.
W marcu 1942 r. gen. Oesch objął dowodzenie Grupy Ołonieckiej, działającej pomiędzy jeziorami Onega i Ładoga. W kwietniu tego roku powstrzymała ona silny kontratak wojsk radzieckich. Aż do początku czerwca 1944 r. trwała tam właściwie wojna pozycyjna. Gen. Oesch wystąpił z pomysłami ufortyfikowania zajmowanych pozycji, ale nie zostały one zrealizowane. 9 czerwca tego roku Armia Czerwona rozpoczęła ofensywę na Przesmyku Karelskim, przełamując następnego dnia fińskie pozycje obronne. W tak tragicznej sytuacji Oesch przejął dowodzenie tamtejszymi siłami fińskimi. Pomimo utraty Viipuri 20 czerwca, udało mu się z pomocą nowo sformowanych jednostek powstrzymać nacierające oddziały Armii Czerwonej. W październiku zdał dowodzenie swoimi wojskami. Po zakończeniu wojny kontynuacyjnej 4 września, powrócił na stanowisko szefa Sztabu Generalnego.

### Powojenne losy
We wrześniu 1945 roku na własne życzenie odszedł z armii, gdyż Sowieci zażądali jego aresztowania jako zbrodniarza wojennego. Wiązało się to z jego rozkazem ze września 1941 r. rozstrzelania 17 radzieckich jeńców wojennych, którzy odmawiali wykonywania poleceń. Zamierzał zbiec do Szwecji, ale ostatecznie postanowił pozostać w Finlandii i stawić czoło oskarżeniom. Został aresztowany i skazany 19 lipca 1946 r. na karę 12 lat więzienia. 2 lutego 1948 r. karę zmniejszono do 3 lat. Po wyjściu na wolność zajął się historią wojskową, zbierając i spisując relacje z okresu II wojny światowej. W 1957 r. w Helsinkach ukazała się jego książka pt. Suomen kohtalon ratkaisu Kannaksella kesällä 1944, dotycząca fińskich działań wojennych z lata 1944 r. Jednocześnie był współzałożycielem i został redaktorem naczelnym historycznego czasopisma wojskowego.

## Odznaczenia
Został odznaczony m.in. estońskim Orderem Krzyża Orła I klasy (1932) i polskim Złotym Krzyżem Zasługi (1937).